# Josh Evans
Josh Evans (Hartford (Connecticut), 1985) is een Amerikaanse jazztrompettist.

## Biografie
Evans groeide op in Hartford. Op 10-jarige leeftijd begon hij trompet te spelen onder de indruk van de muziek van Roy Eldridge en Dizzy Gillespie. Zijn eerste onderricht kreeg hij van Raymond 'Dr. Rackle' Williams, in wiens Dr. Rackle's Sound Griot Brass Band hij speelde. Op 14-jarige leeftijd studeerde Evans bij Jackie McLean, waar hij de gelegenheid kreeg om op te treden in New Yorkse clubs als de Blue Note en Iridium, de Regattabar in Cambridge (Massachusetts) en het Bushnell Center for Performing Arts in Hartford. Evans speelde vanaf 2005 drie jaar in het Winard Harper Sextet, waarmee hij op tournees ging en eerste opnamen ontstonden (Make it Happen). Tijdens de komende jaren werkte hij o.a. met Christian Sands, Rashied Ali, Joris Treepe, Steve Davis, Bob Mover, Paul Brown, Joris Teepe, Ralph Peterson en de Captain Black Big Band van Orrin Evans.
In 2011 nam hij zijn debuutalbum Portrait op, waaraan o.a. Ralph Peterson meewerkte en dat in eigen uitgave verscheen. Tijdens de jaren 2010 behoorde hij tot het Joe Chambers Moving Pictures Orchestra en de Valery Ponomarev Jazz Big Band, waarmee hij optrad in het Lincoln Center. Met de Rashied Ali Tribute Band nam hij het album Live at the Zinc Bar (Jazz Intensity) op. Verder werkte hij met Dezron Douglas, Ray McMorrin, Mike DiRubbo, Tyler Mitchell en Greg Murphy. Eind 2014 ontstond zijn tweede album Hope and Despair (Passin' Thru) onder zijn eigen naam met Abraham Burton, David Bryant, Rashaan Carter en Eric McPherson. Op het gebied van de jazz was hij tussen 2006 en 2018 betrokken bij 32 opnamesessies, ten laatste ook met Louis Hayes, Jazzmeia Horn, Shamie Royston en Corcoran Holt.

## Discografie
- 2014: Hope and Despair met Abraham Burton, David Bryant, Rashaan Carter, Eric McPherson resp. Bruce Williams, Lawrence Clark, Kush Abadey